# Mare de Déu del Camí (Argençola)
La Mare de Déu del Camí és una església al poble de Santa Maria del Camí (Anoia) inclosa a l'Inventari del Patrimoni Arquitectònic de Catalunya.

## Arquitectura
Construcció d'una sola nau i un sol absis. Té dues capelles interiors a manera de creuer. En l'absis, semicircular, hi destaca una finestra circular, molt singular, amb decoració que l'envolta i que és l'únic element decoratiu de l'absis. A la dovella de la porta principal hi ha l'escut de l'abadia de Montserrat.

## Història
El monestir de Santa Maria del Camí fou un priorat benedictí des del 1228 quan va ser cedit a l'abadia de Santa Cecília de Montserrat que hi va edificar l'església. El 1539 va passar amb tots els seus béns al monestir de Montserrat, ja que no hi havia prior ni comunitat des de feia anys.
Va ser sufragània de Sant Martí dels Albarells fins al 1868 que es convertí en parròquia. El culte s'hi mantingué fins al 1919 en ser substituïda per una església aixecada al seu costat. El 1840 s'uní al terme de Veciana, anteriorment junt amb Castellnou del Camí era una antiga quadra.
El 1945 es renovà la decoració interior amb pintures de M. Llacuna i Alemany, A. Moncunill i Torres i F. Vidal i Gomà.